# ライアン・ブラスウェイト
ライアン・ブラスウェイト（Ryan Brathwaite、1988年6月6日 - ）はバルバドスの男子陸上競技選手。専門はハードル走。セント・アンドリュー出身。
2009年にベルリンで開催された世界陸上競技選手権大会に出場し、110mハードルで金メダルを獲得した。
2012年ロンドンオリンピックの開会式ではバルバドス選手団の旗手を務めた。

## 主な戦績
| 年   | 大会                                   | 開催地         | 種目         | 順位       | 記録   | 備考     |
| ---- | -------------------------------------- | -------------- | ------------ | ---------- | ------ | -------- |
| 2008 | 北中米カリブU23陸上競技選手権大会      | トルーカ       | 110mハードル | 準優勝     | 13秒50 |          |
| 2008 | オリンピック                           | 北京           | 110mハードル | 準決勝敗退 | 13秒59 |          |
| 2009 | 中央アメリカ・カリブ陸上競技選手権大会 | ハバナ         | 110mハードル | 準優勝     | 13秒31 |          |
| 2009 | 世界陸上競技選手権大会                 | ベルリン       | 110mハードル | 優勝       | 13秒14 | 国内記録 |
| 2010 | 北中米カリブU23陸上競技選手権大会      | ミラマー       | 110mハードル | 準優勝     | 13秒10 |          |
| 2010 | 中央アメリカ・カリブ海競技大会         | マヤグエス     | 110mハードル | 優勝       | 13秒39 |          |
| 2011 | 世界陸上競技選手権大会                 | テグ           | 110mハードル | 予選敗退   | 13秒57 |          |
| 2012 | オリンピック                           | ロンドン       | 110mハードル | 5位        | 13秒40 |          |
| 2013 | 世界陸上競技選手権大会                 | モスクワ       | 110mハードル | 準決勝敗退 | 13秒64 |          |
| 2014 | コモンウェルスゲームズ                 | グラスゴー     | 110mハードル | 5位        | 13秒63 |          |
| 2014 | パンアメリカン競技大会                 | メキシコシティ | 110mハードル | 優勝       | 13秒41 |          |

## 記録
| 種目         | 記録   | 年月日        | 場所     | 備考 |
| ------------ | ------ | ------------- | -------- | ---- |
| 110mハードル | 13秒14 | 2009年8月20日 | ベルリン |      |